# Haus Carl Bergmann

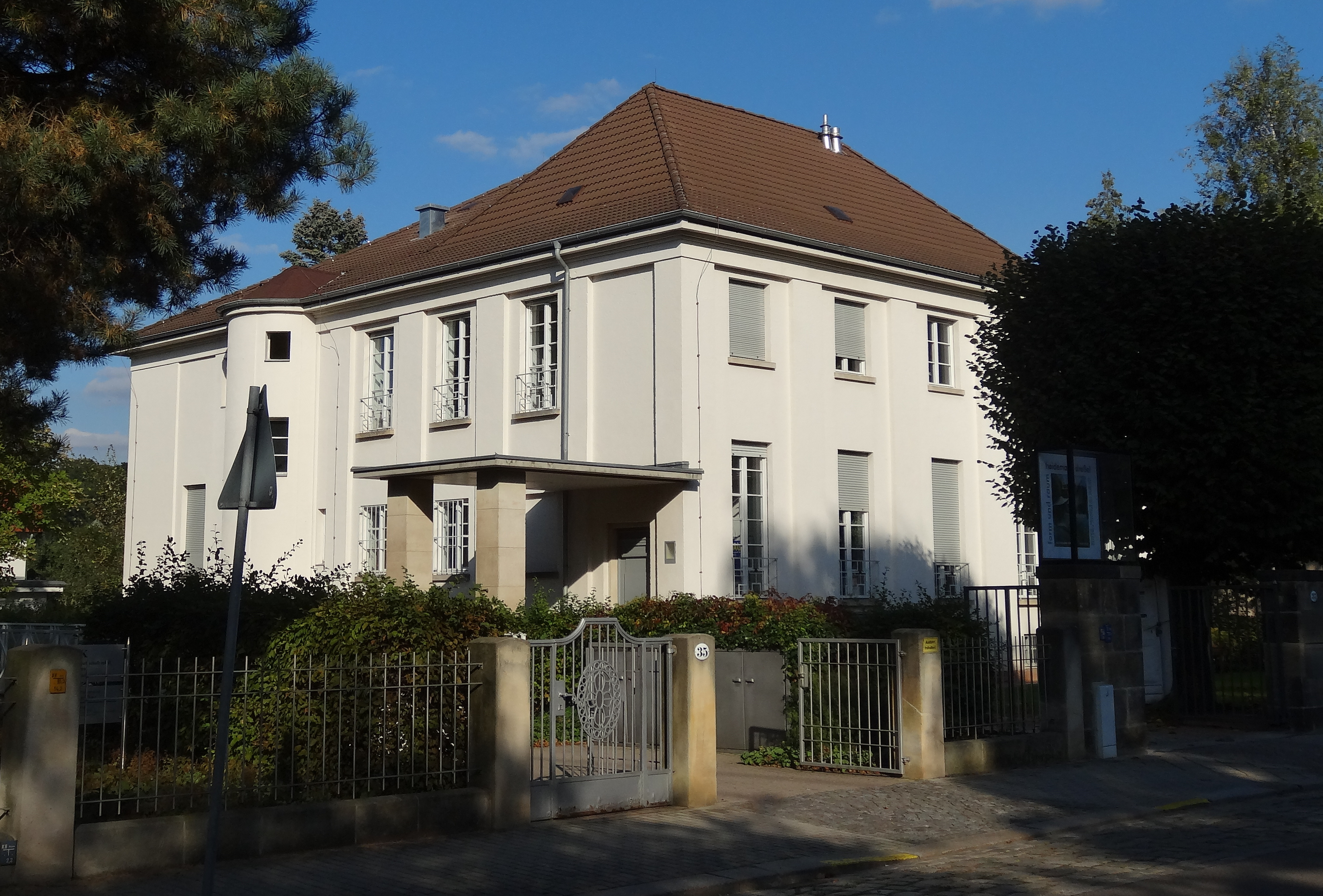
Goetheallee 37 (2013)

Die Villa Haus Carl Bergmann, auch bekannt als Villa Goetheallee 37, ist eine repräsentative Villa im Dresdner Stadtteil Blasewitz. Die heute als Haus der Architekten bezeichnete Villa beherbergt neben der Architektenkammer, ihrer Akademie der Architekten und ihrer Stiftung Sächsischer Architekten auch das Versorgungswerk der Architektenkammer Sachsen.
Sie wurde für den Zigarettenfabrikanten Carl Bergmann zunächst nach den Plänen des Dresdener Architekten Heino Otto als Rohbau gebaut und später von Bruno Paul 1928/29  fertiggestellt und ausgestaltet. Die Adresse lautete damals Emser Allee 37. Die Kosten beliefen sich auf insgesamt 500.000 Reichsmark (entspricht heute etwa 2.200.000 Euro). 100.000 Reichsmark entfielen allein auf die Innenausstattung der Villa, unter anderem mit südamerikanischem Edelholz. Die Villa ist ein Kulturdenkmal.

## Geschichte

### Vor 1990
Das Haus ist in der Literatur verhältnismäßig gut dokumentiert. Eine bebilderte Beschreibung Max Osborns zufolge vermittelt es den Eindruck, dass „keine Dissonanz“ im ganzen Haus war.

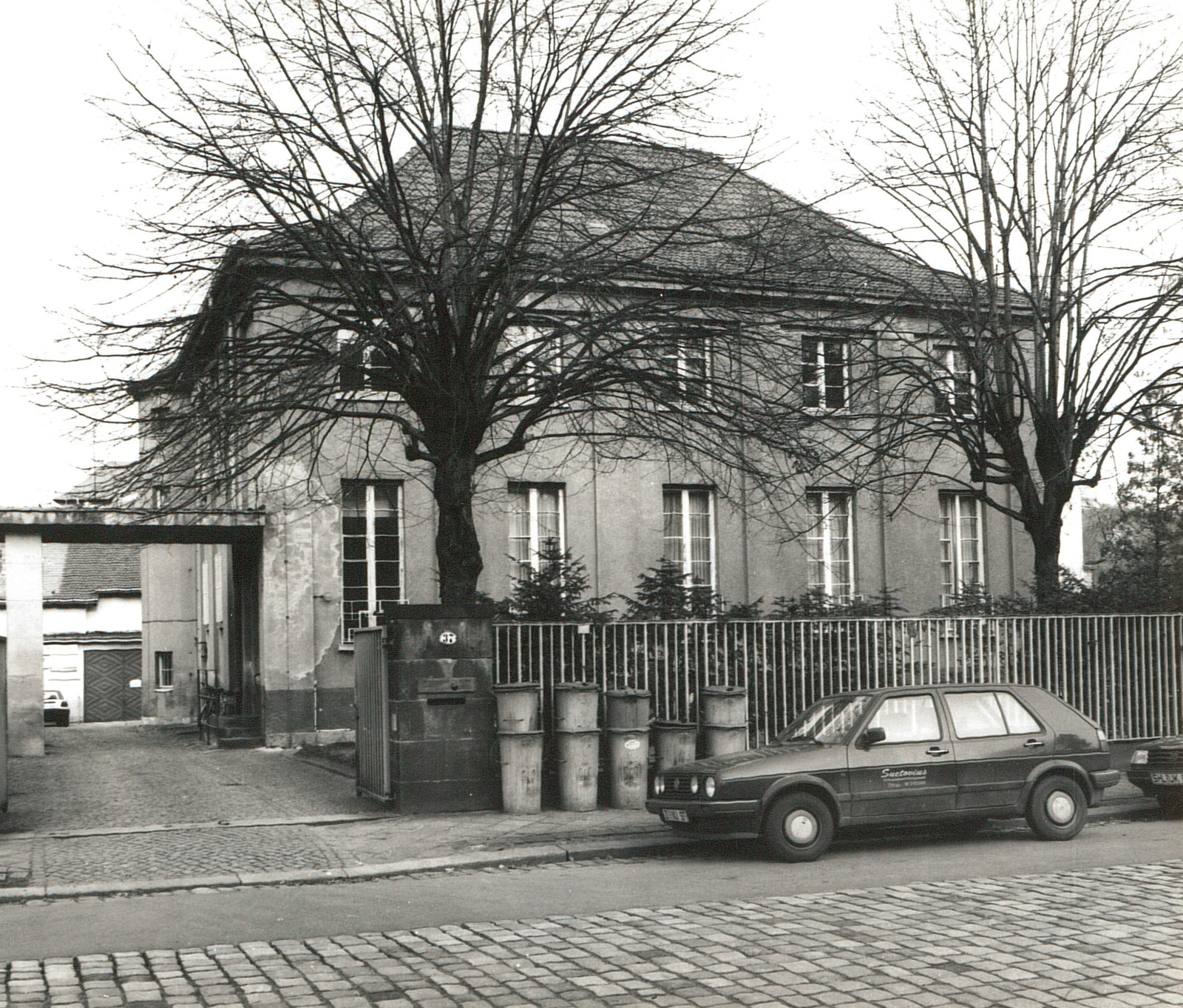
Vor der Sanierung (1993)

Nach Enteignung der Familie Bergmann wurde das Haus nach dem Zweiten Weltkrieg unterschiedlichen Bedürfnissen angepasst, dabei verbaut und der prägenden Ausstattung beraubt.

### Umbau 1995 bis 1997
Die Villa wurde 1995 bis 1997 vom Architekturbüro Dorothea Becker / Thomas Strauch-Stoll im Auftrag des Eigentümers, der Architektenkammer Sachsen, umgebaut. Die denkmalpflegerische Rekonstruktion zielte trotz bester Quellenlage und Befunden im Objekt nicht auf Wiederherstellung des ursprünglichen Zustandes ab. Das wäre selbst bei einer Nutzung wie zur Erbauungszeit unrealistisch und nur bei einer musealen Nutzung denkbar gewesen. Ein derartiger Ausnahmefall ist das Haus Rabe in Zwenkau bei Leipzig, das als Gesamtkunstwerk für einen Kunstliebhaber rekonstruiert wurde. Die Villa Goetheallee 37 wurde den Nutzungsanforderungen der Architektenkammer Sachsen angepasst, verbaute räumliche Qualitäten wurden zurückgewonnen, zeitgemäße Gestaltungsmittel sparsam, aber konsequent eingesetzt.

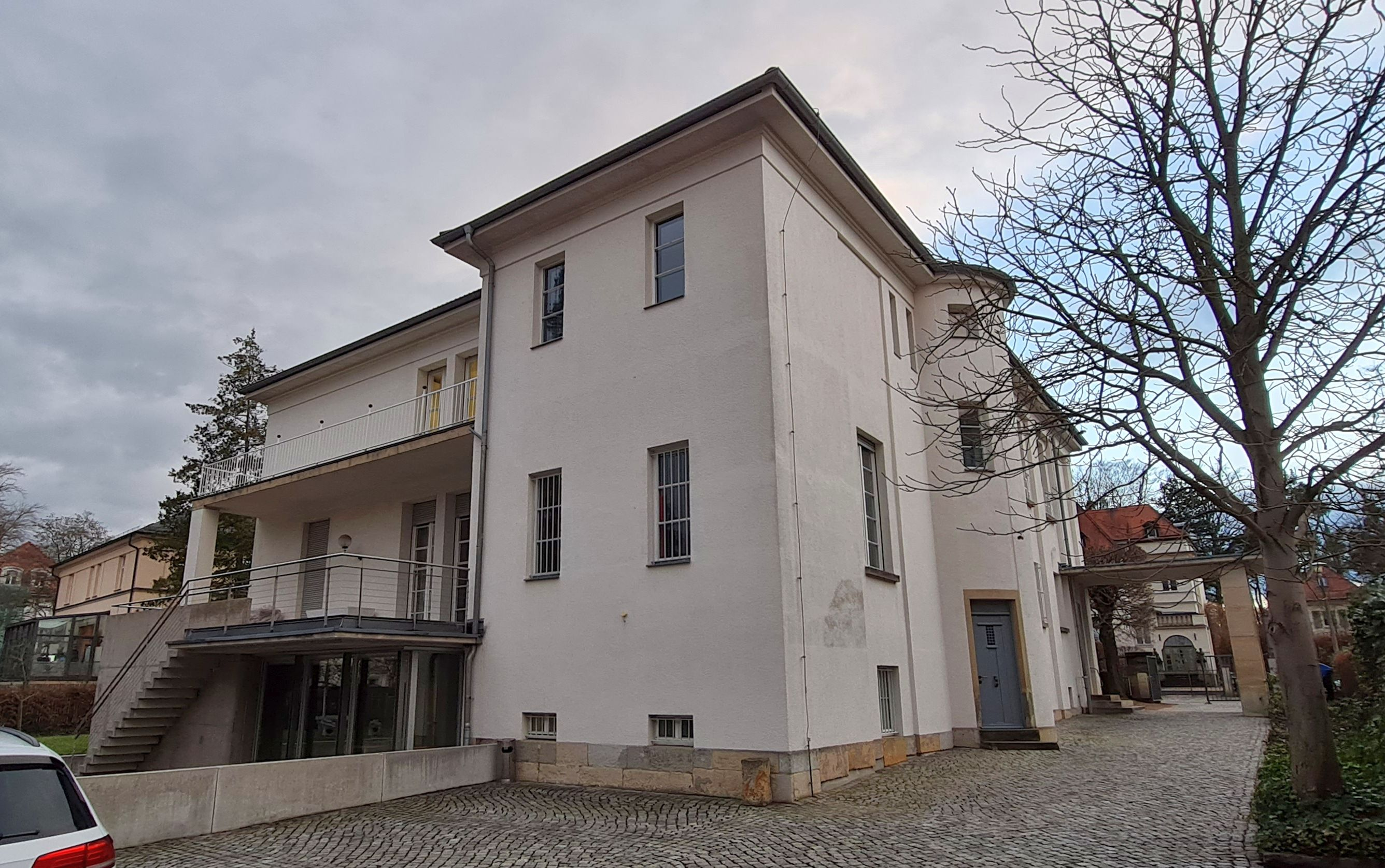
Gebäuderückseite mit Nebentreppenhaus (rechte Außenwand, 2024)

Das Vestibül wurde in räumlicher Dimension und Material rekonstruiert. Die Treppe vom Erdgeschoss zum Obergeschoss ist mit anderen Materialien und neuer Form, aber an ursprünglicher Stelle ausgeführt, wieder zur ehemaligen Wohnhalle geöffnet. Die neue Treppe erschließt neben dem Erd- und Obergeschoss gleichzeitig das für Versammlungszwecke umgebaute und zum Garten nach Norden geöffnete Gartengeschoss. Die zugeordneten Funktionsräume sind, wie die Haupträume auch, über das original erhaltene Nebentreppenhaus zu erreichen. Fußbodenbeläge in Marmor, Travertin, farbige Fliesen, Linoleum und aus kanadischer Kiefer, wurden, wo möglich freigelegt und repariert, neue Fußbodenbeläge in kontrastierender Weise (helles Ahornparkett gegen Pitch-Pine-Parkett), Nussbaum- und Zebranofurniere an vorhandenen Ausbauteilen gegen hellen Wandanstrich eingesetzt.

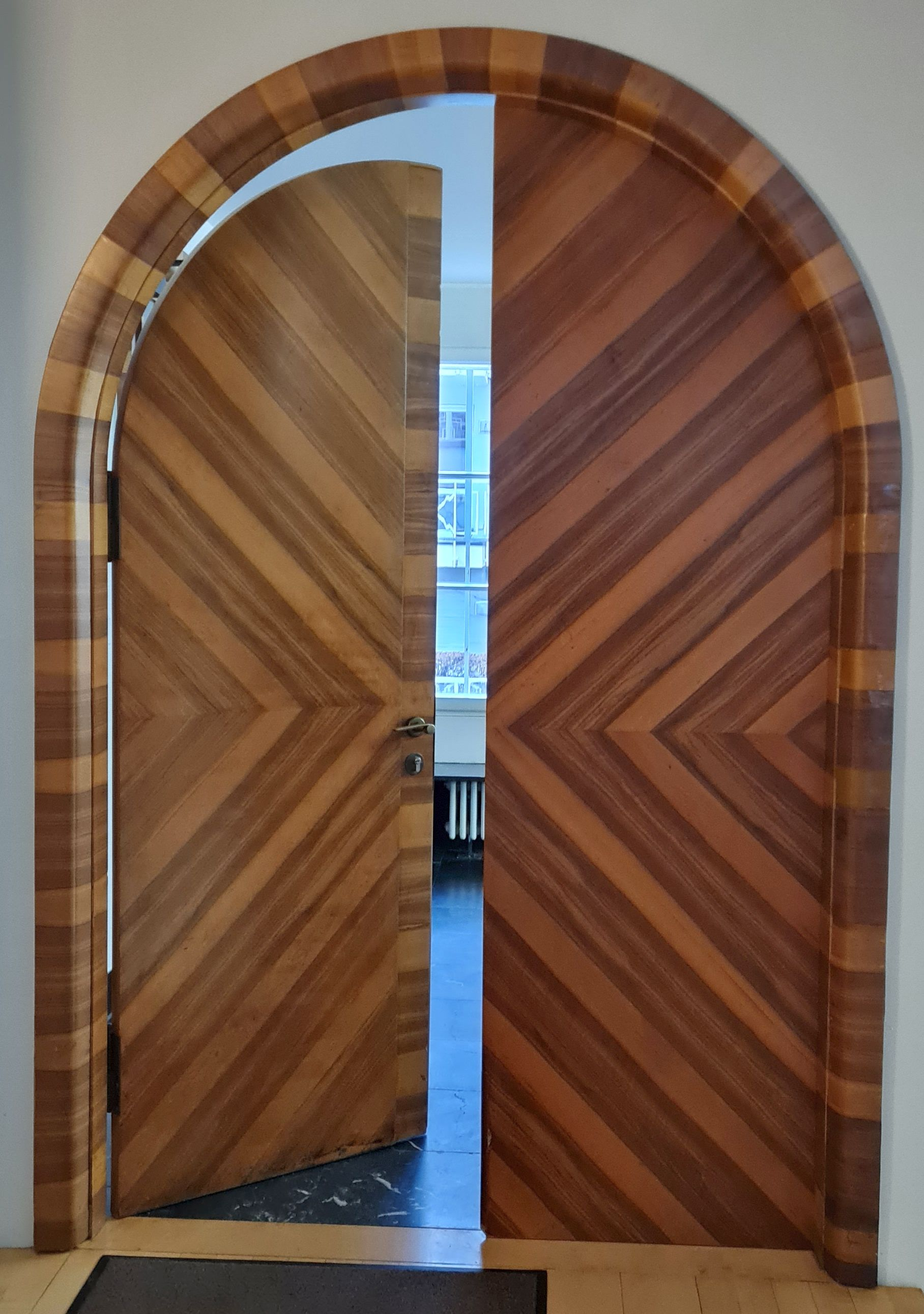
Restaurierte historische Tür (2024)

Bei der Sanierung wurden alte Türen zum Teil wieder freigelegt oder versetzt. Verbundfenster, hölzerne Gitter über den Heizkörpern in Fußbodenebene, Einbauteile in der Küche und dem Damenschlafzimmer wurden erhalten und restauriert. Die Wandbemalung im Gartensaal und im Obergeschoss konnte in Teilen freigelegt werden, nun als erinnernde Bildfenster wirkend. Das Haus wurde im Äußeren hell abgefärbt. Das gut dokumentierte, mit dem vorhandenen Eisenzaun korrespondierende Tor und der Bekrönung der Torsäulen wurden wiederhergestellt. Der Garten auf dem verhältnismäßig kleinen zum Haus gehörenden Grundstück, auf dem noch ein Nebengebäude zur sinnvollen Nutzung umgestaltet wurde, ist vom Landschaftsarchitekturbüro Haufe Lohse Pätzig, denkmalverträglich konzipiert worden und reagiert wirkungssteigernd auf die neue und intensive Nutzung des Gartengeschosses.
Der Umbau ist ein positives Beispiel für den Umgang mit einem Baudenkmal bei notwendigem Weiterbau und geänderter Nutzung. Die noch vorhandenen gestaltbestimmenden Merkmale des Hauses sind bewahrt, der Funktionswandel ist erkennbar und die neuen Bauteile konsequent als solche zu erkennen.

## Beschreibung

### Außen
In seiner äußeren Gestalt wird die Villa von Vertikalen sowie durch Pilaster an den Gebäudeecken und zwischen den hochrechteckigen Fenstern und Fenstertüren betont. Von einem Walmdach bedeckt, unterscheidet es sich von horizontal betonten anderen Bauten von Bruno Paul aus jener Zeit. Ein dafür typischer und in seiner ganzen Anlage von ihm 1927 entworfener Bau, das Haus Waldparkstraße 6 für Sindel Bergmann (Bruder von Carl Bergmann?), befindet sich in der Nähe. Die bisher nicht bewiesene Angabe Osborns, dass bei der Goetheallee 37 ein Rohbau übernommen wurde, scheint beim Vergleich der beiden Häuser plausibel.
Die Fassade der Villa war zum Zeitpunkt der Fertigstellung silbergrau verputzt. Eine lackierte dunkelgrüne Holztür mit Messingbeschlägen führte in das Innere.

### Innen
Die Villa war für großbürgerliche Wohnansprüche und das Repräsentationsbedürfnis eines Industriellen errichtet. Dazu war sie nobel und mit kostbaren Materialien ausgebaut und mit sorgsam ausgewählten oder extra angefertigten Möbeln, Beleuchtungskörpern, Teppichen und Kunstwerken ausgestattet.

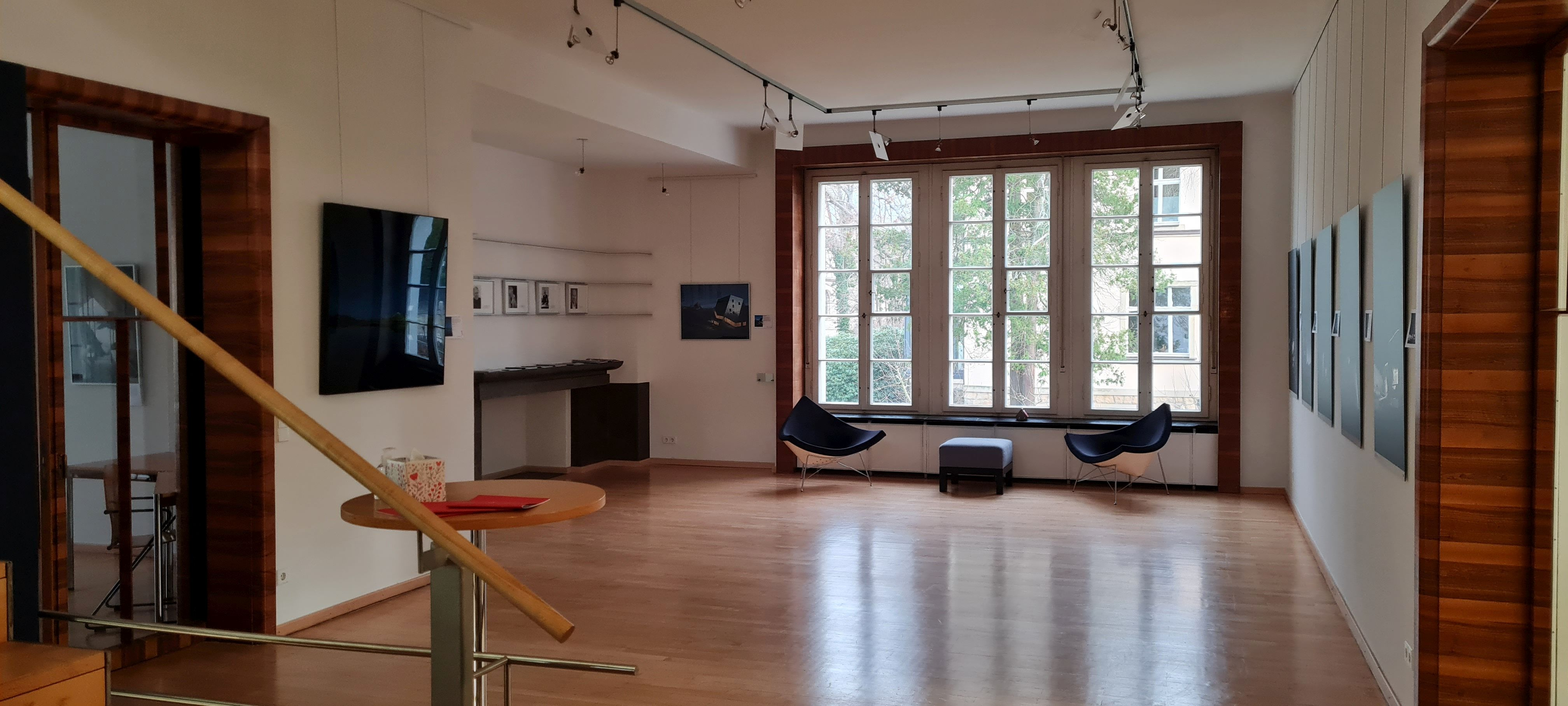
Ansicht der Wohndiele (2024)

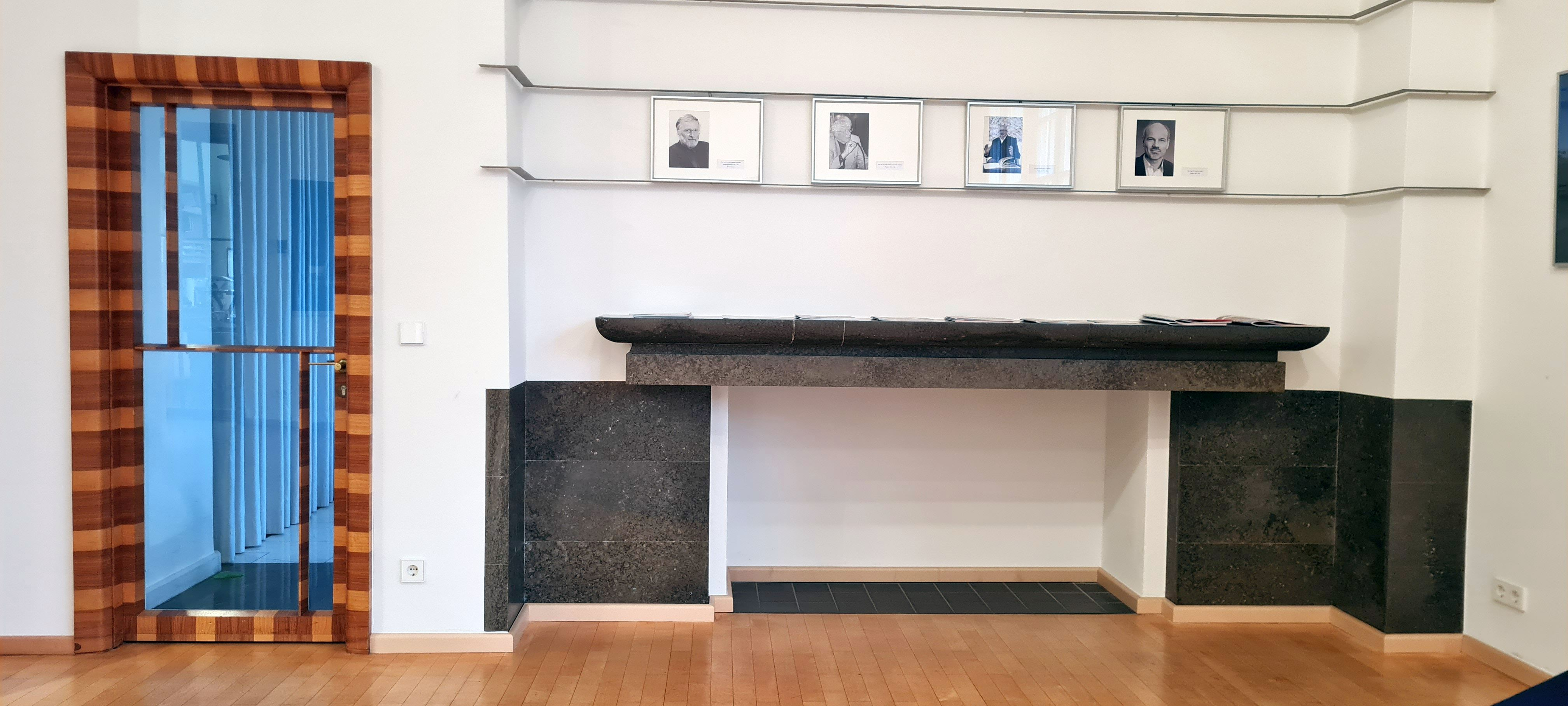
Kamin in der Wohndiele (2024)

Vom Vestibül mit schwarzen Marmorfußboden, Holzteilen aus quergestreiftem Nussbaumholz und lichtgrünen Glattputz, ging man in die große Wohndiele. Hier wurde von Bruno Paul eine Treppe aus dem Rohbau, die den ganzen Raum verstellte, entfernt und der Aufgang an die Seite verlegt. Dort boten daraufhin die in Zickzack-Absätzen emporführenden Linien einen originellen Anblick. Dadurch wurde eine große Halle zur Aufnahme und zum Empfang der Eintretenden gewonnen. Die Wände waren auf feingefilztem Putz weiß gestrichen. Die hölzernen Gegenstände der Halle wie das Treppengeländer, die Möbel und eine große Kommode waren aus warmen Holztönen wie Nussbaum mit breiten gelben Zwischenstreifen gefertigt. Eine Kaminecke mit großen, üppig gepolsterten Sitzmöbeln in Grün schloss den Raum zum Fenster hin ab. Der Kamin zeigte auf einem Muschelkalkrelief von Waldemar Raemisch den Fabrikationsgang der Zigarette, der auf den Beruf des Hausherrn deutete. Unter den tiefen Schatten der Verkleidung lag die mit schmalen Linien zurückhaltend gezeichnete Fläche der eisernen Kaminplatte. Ihr Entwurf stammt, wie auch anderes im Haus, von Wilhelm Pötter aus Essen, der dem Zigarettenhaus Bergmann auch Entwürfe für seine Geschäftssachen, seine Reklame und seine Packungen lieferte.
Über die mächtige, durch die Gesamthöhe der Hauptgeschosse hinaufgeführte Diele sind verschiedene Räumen erreichbar. Von der einen Ecke ging man in ein Gartenzimmer, ausgestattet mit lichtgrünen Schleiflackmöbeln, in deren Rohrgestelle Kissen von gestreiftem Bezugsstoff lagen. Die Wände waren hellgrün vom Mainzer Walter Köppen bemalt. Breite, lichtdurchflutete Fenster, vor denen Silhouetten grotesker Kakteen aufstiegen, wiesen auf den Übergang ins Freie. Auf der anderen Seite gelangte man in das Esszimmer, in dem Orange und Braun als Farben vorherrschten (Möbel aus Zebrano, quergestreift), während Wände und Decke beige und weiß gehalten waren. Kronleuchter mit Kristallgliedern dienten der Beleuchtung des Esszimmers.
Die Räume von Carl Bergmann und seiner Frau Marie präsentierten sich sehr unterschiedlich. Im Herrenzimmer fanden sich schwere Bezüge von braunem Seidensamt und dazu passende Möbelteile aus Makassar-Ebenholz vor matt versilberten Wänden, an denen dunklere und hellere breite Querstreifen einander ablösten. An den Wänden hingen wenige Bilder, darunter als Hauptstück ein Chagall „von gedämpfter bunter Glut“, sowie ein zart stilisierter Frauenhalbakt des in Paris lebenden Spaniers José de Togores.
Dagegen leuchtete das Damenzimmer in zarten hellen Tönen, vor allem rosa und ganz hellem Heliotrop. In diesen Farben war der Pariser Seidenstoff der Möbel und der von ihren Mustern sich abhebende Stoffbezug der Wände gewebt. Dazu standen im Raum Möbel aus Bahia-Rosenholz. Auch ein kleiner Flügel trug den gelben Ton dieses Materials. Dazu fanden sich profilierte Leisten in versilbertem Metall. Im Raum waren vielfältige Akzente gesetzt, wie vertiefte Nischen für Bücher und Ziergegenstände oder ein konstruktivistisches Zierstück über dem Kamin von Wilhelm Pötter. Im Damenzimmer hing ein Porträt der Hausherrin von Marie Laurencin.
Das Schlafzimmer war mit Gipsglättputz versehen und aprikosenfarbig gestrichen. Die Möbel waren aus Zitronenholz mit Palisander, der Diwan mit gelbem, braunem und orangefarbenem Damast bespannt. Das Ankleidezimmer war ähnlich gestaltet mit Wandmalereien in großen Blumenmustern von Fritz Paul Blum (1897–1971).
Weitere Räume waren die Kinderzimmer und eine Trinkstube im Keller mit Sandsteinplatten zwischen roten Ziegelsteinen am Boden.

### Garten

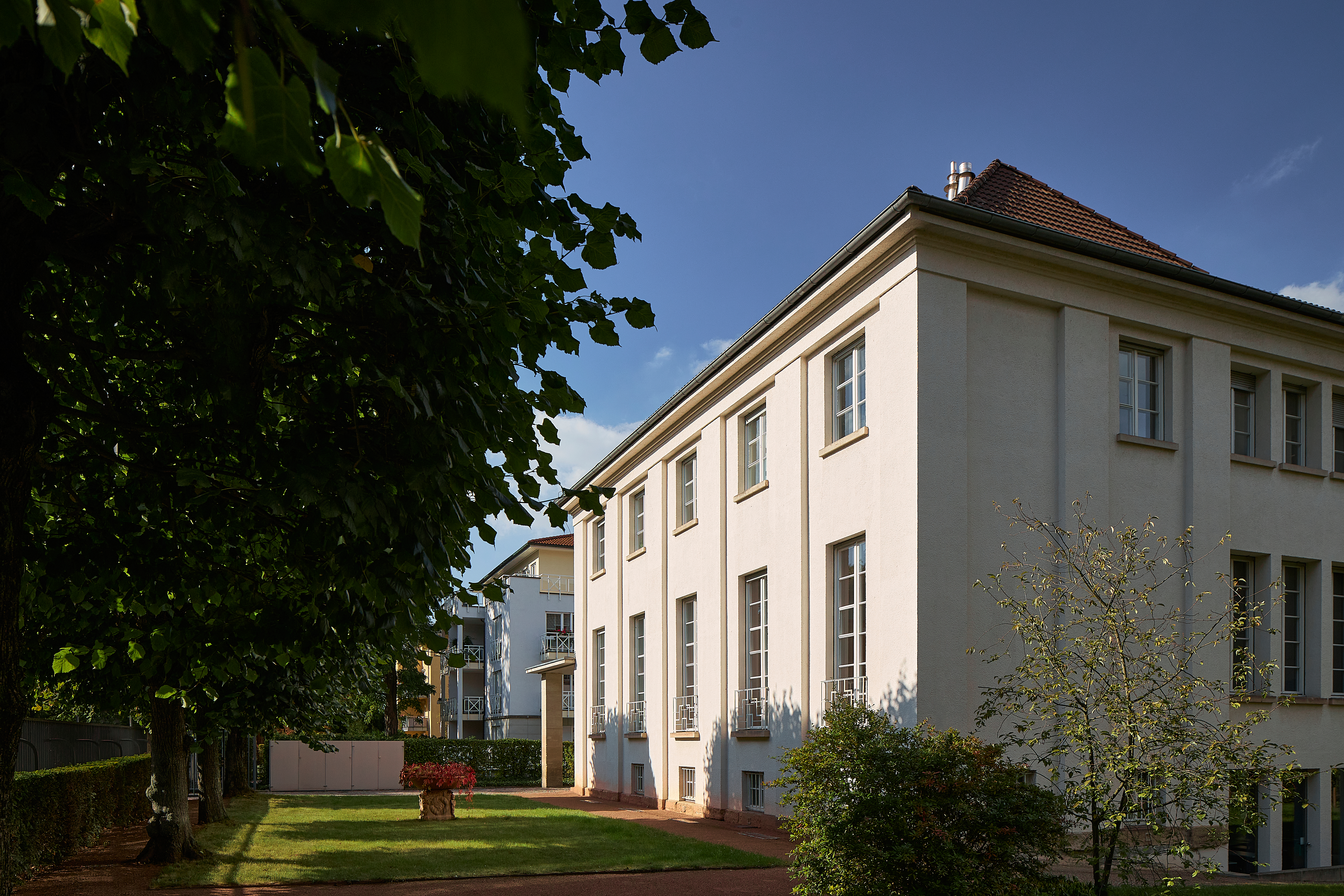
Vorgarten (2020)

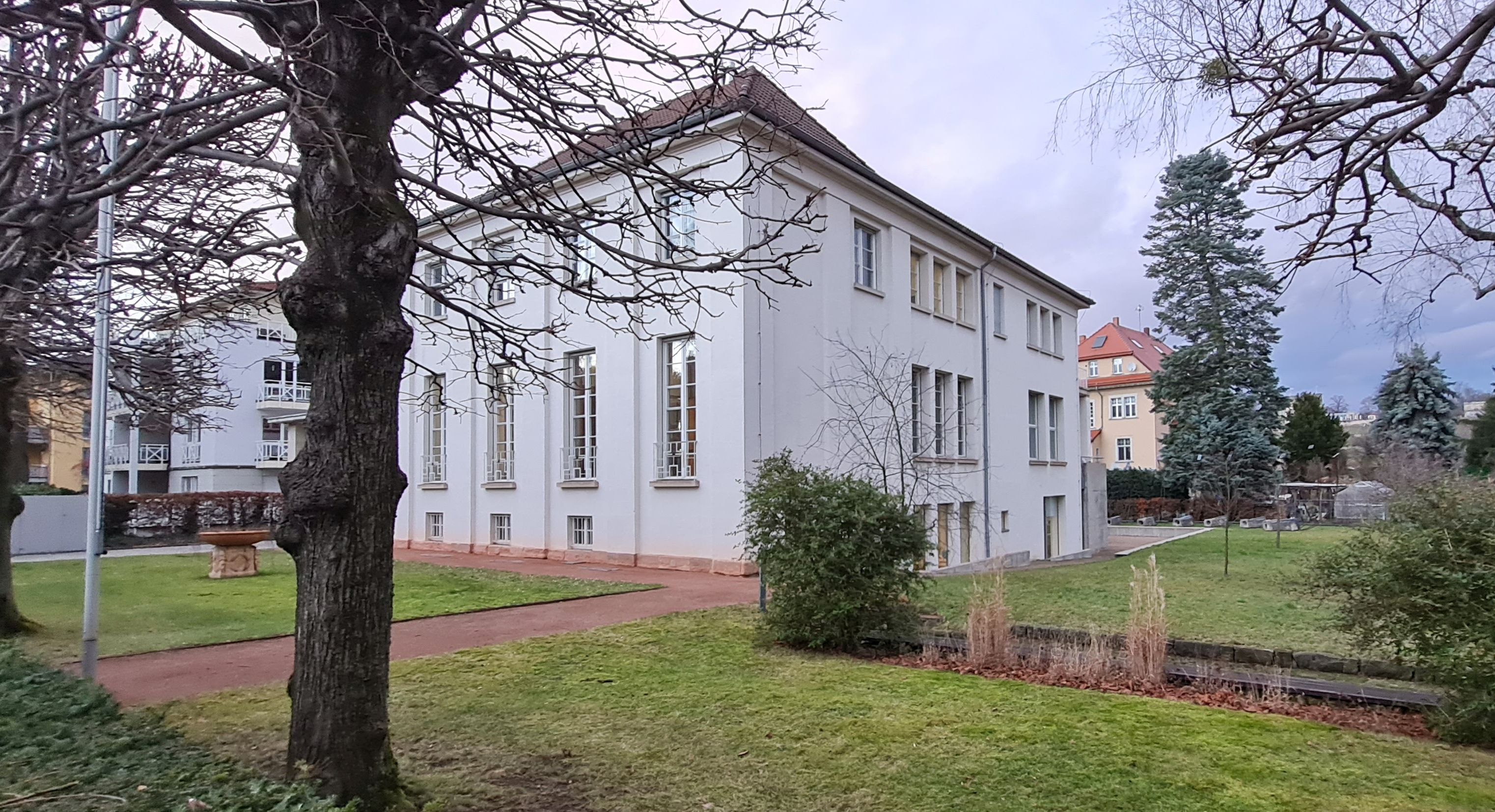
Garten östlich der Villa (2024)

Die sachliche Strenge von Fassade und Vorgarten hebt die Villa von ihrer städtebaulichen Umfeld ab. Bis zur Sanierung ab 1995 erfolgten im Gartenbereich zahlreiche Umbauten. Allein der Vorgartenbereich mit Zaunanlage war eindeutig als Gestaltung der Entstehungszeit zu charakterisieren.
Ein kleiner vertiefter Sitzplatz mit unregelmäßigem Natursteinbelag ist wohl die spätere Zutat eines Hausbesitzers ohne zwingenden gestalterischen Zusammenhang mit der Vorgartenanlage. Der östliche sowie der nördliche Gartenteil, der sich durch seine Blickbeziehungen zu den benachbarten Villen und zum Loschwitzer Elbhang auszeichnet, waren durch Einbauten entwertet und funktionsfremd genutzt.
Ziel der Sanierung war es, die authentische Gestaltung und seine Nutzbarkeit wieder herzustellen. Der Entwurf sah vor, mit den Elementen der Gartenarchitektur einen Rahmen zu bilden. Zum einen den Rahmen für die Villa, der die architektonische Sonderstellung des Gebäudes in der Architekturlandschaft Blasewitz hervorhebt, zum anderen einen Rahmen für die Beziehung des Gartens in die Kulturlandschaft von Blasewitz und Loschwitz. Die Blickbeziehung in Richtung
Schloss Eckberg wird durch die betont sachlich gehaltene Heckenarchitektur (Rahmen) gefasst. Nicht zuletzt bildet die Heckenkulisse den Rahmen für alle Aktivitäten im Freien.
Gestaltungsmittel, die diesem Zweck dienen, sind geschnittene Hecken und Linden, Betonmauern und Rasenspiegel. Im Kontrast zu der strengen geometrischen Form stehen zwei Steinweichselbäume mit betont weichem, fließendem Habitus. Hof und Gartenwege sind Kiesflächen. Die Zufahrt wurde mit den vorhandenen Granitpflastersteinen gepflastert.
Zur Restaurierung des Vorgartenbereiches gehörten unter anderem ein Kastenschnitt der Linden, das Anlegen eines Rasenspiegels sowie die Integration des Bruchsteinsenkgartens mittels Pflanzung. Auf der Westseite wurden Hainbuchenhecken gepflanzt und Rasenspiegel angelegt.

## Galerie

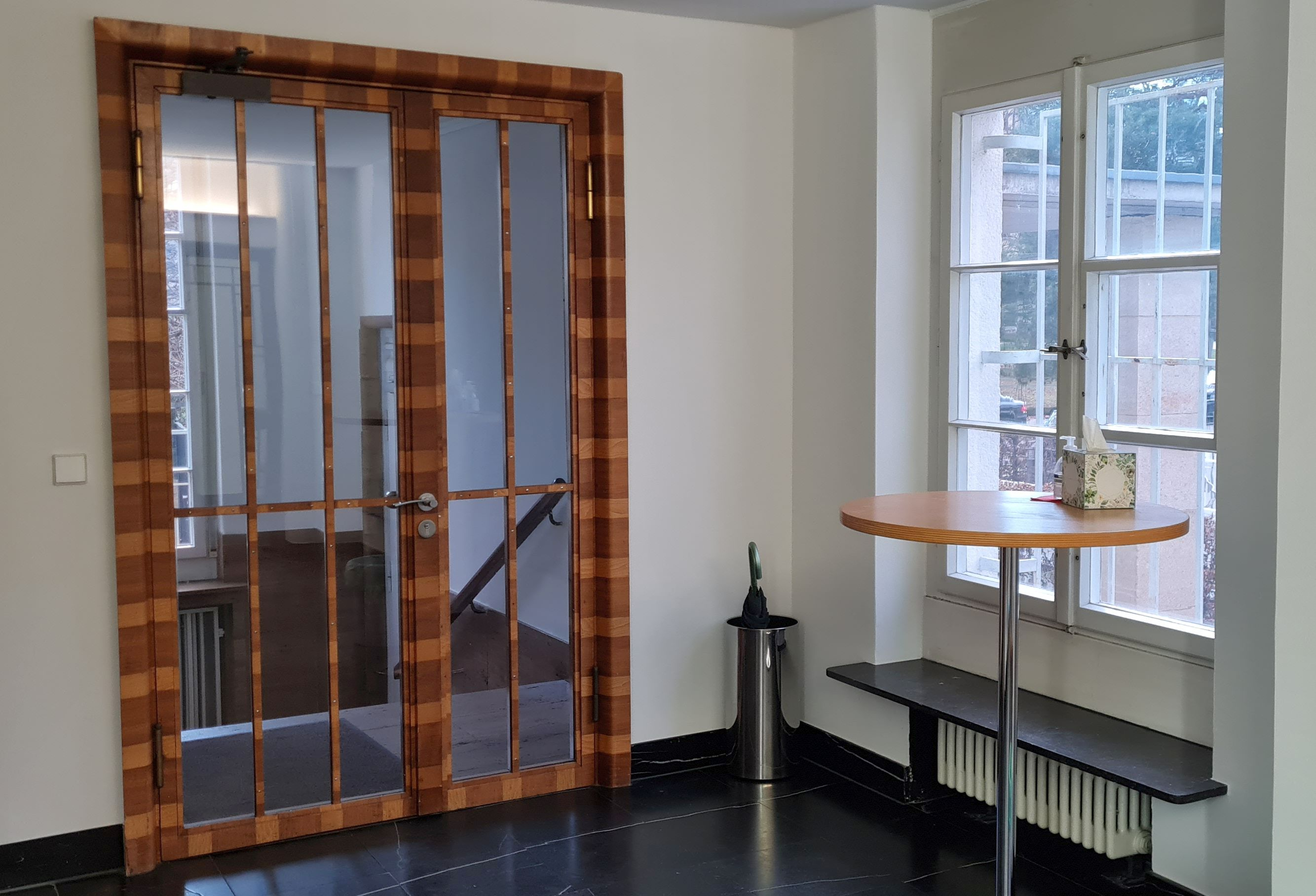
Eingangsbereich (2024)
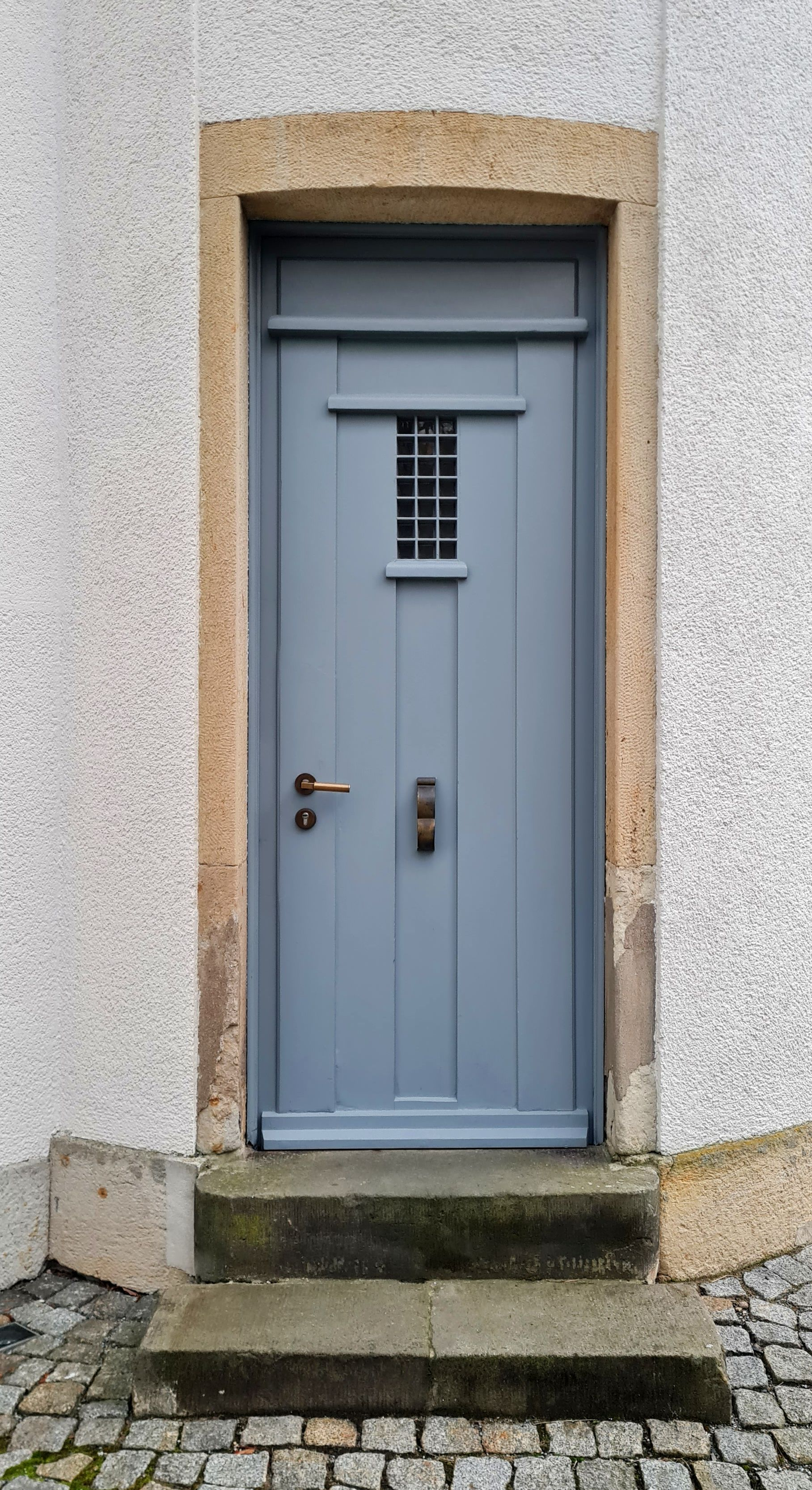
Zugang zum Nebentreppenhaus (2024)